# Gaius Ateius
Gaius Ateius war ein vorklassischer römischer Jurist der späten Republik. Ateius gehörte zum Schülerkreis des Servius Sulpicius Rufus. Über seine familiäre Einbindung ist wenig bekannt. Die Forschung geht jedoch davon aus, dass er nicht der familia der Ateii Capitones angehörte und daher auch nicht mit dem berühmten Juristen Gaius Ateius Capito verwandt war.
Sein Name erscheint mehrfach in den Digesten, wo er in Unterscheidung zu Gaius Ateius Capito stets nur Ateius genannt wird.